# Ala de control de circulación
Un ala de control de circulación (CCW) es una forma de dispositivo hipersustentador que se utiliza en el ala principal de una aeronave para aumentar el coeficiente de sustentación máximo. La tecnología CCW lleva más de sesenta años en fase de investigación y desarrollo. Los flap soplados fueron uno de los primeros ejemplos de CCW.
El CCW funciona aumentando la velocidad del flujo de aire sobre el borde de ataque y el borde de salida de un  ala de avión especialmente diseñada para ello mediante una serie de ranuras de soplado que expulsan chorros de aire a alta presión. El ala tiene un borde de fuga redondeado para expulsar tangencialmente el aire a través del efecto Coandă provocando así la sustentación. El aumento de la velocidad del flujo de aire sobre el ala también se suma a la fuerza de sustentación mediante la producción de sustentación aerodinámica convencional.

El borde de salida de un CCW mostrando la ranura de soplado y el flujo de aire tangencial de efecto Coandă.

## Finalidad
El objetivo principal del ala de control de circulación es aumentar la  fuerza de sustentación de una aeronave en momentos en los que se requieren grandes fuerzas de sustentación a bajas velocidades, como el despegue y el aterrizaje. Los flaps y slats se utilizan actualmente durante el aterrizaje en casi todos los aviones y en el despegue en los reactores más grandes. Aunque los flaps y los slats son eficaces para aumentar la sustentación, lo hacen a un alto coste de resistencia. La ventaja del ala de control de circulación es que no se crea resistencia adicional y el coeficiente de sustentación aumenta considerablemente. Se afirma que un sistema de este tipo podría aumentar el coeficiente máximo de sustentación en la configuración de aterrizaje de un Boeing 737 entre un 150% y un 250%, reduciendo así las velocidades de aproximación entre un 35% y un 45% y las distancias de aterrizaje entre un 55% y un 75%; estos avances en el diseño de alas podrían permitir una reducción drástica del tamaño del ala de un avión a reacción de gran tamaño.

## Otros usos

### Mayor maniobrabilidad
A bajas velocidades, un avión tiene un flujo de aire reducido sobre el ala y el estabilizador vertical. Esto hace que las superficies de control (alerones, timón de profundidad y  timón) sean menos efectivas. El sistema CCW aumenta el flujo de aire sobre estas superficies y, en consecuencia, puede permitir una maniobrabilidad mucho mayor a bajas velocidades. Sin embargo, si uno de los sistemas CCW falla a baja velocidad, es probable que el ala afectada entre en  pérdida, lo que podría provocar un barrena ineludible. Por último, el sistema CCW podría utilizarse en aviones multimotor en caso de fallo de un motor para anular las fuerzas asimétricas de la pérdida de potencia en un ala.

### Reducción del ruido
El uso de un sistema CCW elimina la necesidad de grandes componentes complejos en la corriente libre, como flaps y láminas, lo que reduce en gran medida la contaminación acústica de los aviones modernos. Además, un balanceo en tierra mucho más corto junto con salidas y aproximaciones de ascenso más pronunciadas reduce la huella de ruido en tierra. Las ranuras de soplado en sí contribuirán muy poco al ruido del avión, ya que cada ranura tiene una anchura de sólo una fracción de pulgada.

## Alimentación del ala
El principal problema del ala de control de circulación es la necesidad de soplar aire de alta energía sobre la superficie del ala. Sin embargo, esto reduce drásticamente la producción de potencia del motor y, en consecuencia, contrarresta la finalidad del ala. Otras opciones son tomar los gases de escape (que primero deben enfriarse) o utilizar generadores de gas múltiples y ligeros, separados de los motores principales de la aeronave.